# Edelsbach bei Feldbach
Edelsbach bei Feldbach est une commune autrichienne du district de Südoststeiermark en Styrie.